# Bryne Fotballklubb 1982
Questa voce raccoglie le informazioni riguardanti il Bryne Fotballklubb nelle competizioni ufficiali della stagione 1982.

## Rosa
| N. |                     | Ruolo | Calciatore           |
| -- | ------------------- | ----- | -------------------- |
|    | Norvegia (bandiera) | P     | Per Egil Nygård      |
|    | Norvegia (bandiera) | P     | Odd Kåre Røgenes     |
|    | Norvegia (bandiera) | D     | Birk Engstrøm        |
|    | Norvegia (bandiera) | D     | Knut Ertesvåg        |
|    | Norvegia (bandiera) | D     | Oddvar Kristensen    |
|    | Norvegia (bandiera) | D     | Oddgeir Mellomstrand |
|    | Norvegia (bandiera) | D     | Trond Sirevåg        |
|    | Norvegia (bandiera) | C     | Gaute Engstrøm       |
|    | Norvegia (bandiera) | C     | Paal Fjeldstad       |

| N. |                     | Ruolo | Calciatore           |
| -- | ------------------- | ----- | -------------------- |
|    | Norvegia (bandiera) | C     | Johnny Gilje         |
|    | Norvegia (bandiera) | C     | Geir Herrem          |
|    | Islanda (bandiera)  | C     | Börkur Ingvarsson    |
|    | Norvegia (bandiera) | C     | Kjell Iversen        |
|    | Norvegia (bandiera) | C     | Rune Ottesen         |
|    | Norvegia (bandiera) | A     | Gabriel Høyland      |
|    | Norvegia (bandiera) | A     | Bernt Mæland         |
|    | Norvegia (bandiera) | A     | Svein Åge Skjæveland |

## Risultati

### Campionato

#### Girone di andata
| Bryne 25 aprile 1982 | Bryne | 1 – 0 | Rosenborg | Bryne Stadion |

| Tønsberg 2 maggio 1982 | Moss | 1 – 1 | Bryne | Tønsberg Stadion |

| Bryne 9 maggio 1982 | Bryne | 0 – 0 | Mjøndalen | Bryne Stadion |

| Raufoss 16 maggio 1982 | Molde | 0 – 1 | Bryne | Raufoss Stadion |

| Bryne 20 maggio 1982 | Bryne | 1 – 1 | Viking | Bryne Stadion |

| Oslo 24 maggio 1982 | Vålerengen | 1 – 2 | Bryne | Ullevaal Stadion |

| Tønsberg 31 maggio 1982 | Bryne | 2 – 0 | Fredrikstad | Tønsberg Stadion |

| Kopervik 6 giugno 1982 | Start | 2 – 1 | Bryne | Åsebøen Stadion |

| Bryne 13 giugno 1982 | Bryne | 1 – 0 | Sogndal | Bryne Stadion |

| Lillestrøm 27 giugno 1982 | Lillestrøm | 1 – 0 | Bryne | Åråsen Gressbane |

| Bryne 30 giugno 1982 | Bryne | 1 – 3 | HamKam | Bryne Stadion |

#### Girone di ritorno
| Trondheim 2 agosto 1982 | Rosenborg | 2 – 1 | Bryne | Lerkendal Stadion |

| Bryne 8 agosto 1982 | Bryne | 0 – 0 | Moss | Bryne Stadion |

| Kristiansund 15 agosto 1982 | Mjøndalen | 3 – 0 | Bryne | Gressbanen |

| Bryne 18 agosto 1982 | Bryne | 3 – 2 | Molde | Bryne Stadion |

| Stavanger 22 agosto 1982 | Viking | 1 – 2 | Bryne | Stavanger Stadion |

| Bryne 29 agosto 1982 | Bryne | 1 – 0 | Vålerengen | Bryne Stadion |

| Fredrikstad 5 settembre 1982 | Fredrikstad | 1 – 1 | Bryne | Fredrikstad Stadion |

| Bryne 12 settembre 1982 | Bryne | 3 – 3 | Start | Bryne Stadion |

| Haugesund 26 settembre 1982 | Sogndal | 3 – 0 | Bryne | Haugesund Stadion |

| Strømmen 3 ottobre 1982 | Bryne | 2 – 1 | Lillestrøm | Strømmen Stadion |

| Hamar 10 ottobre 1982 | HamKam | 0 – 1 | Bryne | Briskeby Gressbane |

### Coppa di Norvegia
|  | Bryne | 7 – 0 | Varhaug |  |

|  | Vidar | 1 – 0 (d.t.s.) | Bryne |  |